# 斯洛伐克音乐

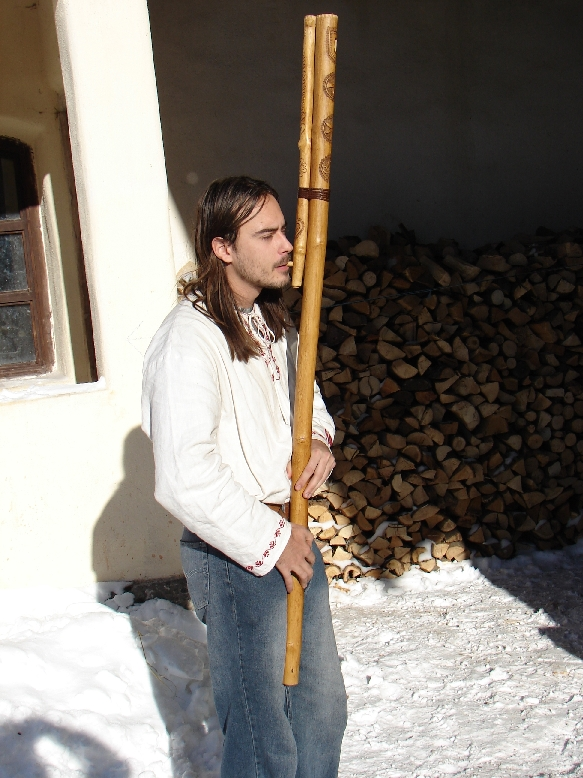
富吉拉笛，一种传统的斯洛伐克牧羊人管

斯洛伐克音乐同时受到斯洛伐克当地音乐以及邻国音乐的影响。在斯洛伐克曾经发现过史前乐器的踪迹，同时该国也有丰富的当代民谣音乐以及中世纪礼拜音乐遗产。自18世纪以来，斯洛伐克音乐受到了奥匈帝国音乐的影响。在19世纪，扬·莱沃斯拉夫·贝拉等作曲家开始谱写具有斯洛伐克特色的浪漫主义音乐。20世纪出现了多位认同斯洛伐克文化的作曲家。东欧剧变之后，斯洛伐克开始发展西方的流行音乐。

## 斯洛伐克音乐历史

### 早期
斯洛伐克的尼特拉发现过青铜时代（约公元前3000年）的骨管，这证实了音乐在凯尔特的尼特拉文化中的地位。类似的乐器一直持续生产至中世纪，在这过程中其工艺变得愈发先进。其他被发现的早期乐器包括旧石器时代的鼓以及公元3-4世纪的铁质、金质铃铛。斯洛伐克其他无法确定早期起源的民间乐器包括富吉拉笛以及斯洛伐克版风笛以及口簧琴，目前仅能确定这些乐器已经在15世纪存在。

### 中世纪时期
从中世纪开始，斯洛伐克音乐形成了几条主要分支，其中包括：教堂音乐、民间音乐以及城镇器乐。每条主要分支下又有若干条子分支。
斯洛伐克音乐最早的有记录的形式是礼拜音乐（以古教会斯拉夫语演唱），该形式可追溯至大摩拉维亚公国时期（公元9世纪）。其派生出了许多形式的圣乐。拉丁素歌在当时尤其是在1218年斯洛伐克并入匈牙利后也被广泛传唱。早期手抄本包括公元1100年的“Nitra福音”以及1195年的“Pray手抄本”。自15世纪至17世纪，复调音乐开始在许多城市发展起来，包括布拉迪斯拉发，巴尔代约夫，莱沃恰和凯日马罗克。
当斯洛伐克在1526年并入哈布斯堡帝国时，布拉迪斯拉发变成了一个加冕城市。这极大地影响了斯洛伐克城镇中正式音乐的发展。而其乡村音乐的发展则更加保守。

### 十七至十八世纪
与欧洲其他国家相同，教堂与贵族在这段时期成为正式音乐的主要支持者。教堂作曲家在全国各地表现积极主动，例如17世纪初巴尔代约夫的Andreas Neoman；斯皮什斯凯波德赫拉杰新教教堂的风琴演奏家Ján Šimbracký以及莱沃恰的风琴演奏家Samuel Marckfelner（1621–1674）。在更大的城镇中，意大利的交响协奏曲风格的影响开始显现，受其影响的作曲家包括Samuel Capricornus（1628–1665，该作曲家后来在斯图加特一名王子的手下担任指挥）以及该作曲家在布拉迪斯拉发新教教堂的继任者Johann Sigismund Kusser（1626–1696）。
至十八世纪，天主教音乐家的影响力开始超过新教音乐家，并开始引领潮流。František Xaver Budinský（1676–1727）是一位著名的天主教音乐家，他是一名耶稣会成员，在斯洛伐克的特尔纳瓦、普雷绍夫、科希策以及特伦钦等地工作。其谱写的三首交响曲是目前已知最早的在斯洛伐克境内谱写的交响曲。

### 十九世纪
十九世纪上半叶，斯洛伐克丰富的民间音乐遗产开始在全国范围内受到关注。现代斯洛伐克音乐融合了古典与民间风格。最早进行这种融合的关键人物是出生在利普托夫斯基米库拉什的扬·莱沃斯拉夫·贝拉（1843–1936，其与德沃夏克以及雅纳切克属于同时代的作曲家）。在其第三弦乐四重奏中=可以清楚地分辨出斯洛伐克模式及旋律。同时其谱写了第一部在斯洛伐克演出的歌剧《铁匠维兰德》（Kováč Wieland）。该剧作于1880年至1990年，以德语创作，并于1926年在布拉迪斯拉发首演。

### 现代
自20世纪以来的知名作品包括Eugen Suchoň、Alexander Moyzes、Alexander Albrecht的作品以及Ján Cikker的歌剧。21世纪在国际上负有盛名的作曲家包括Vladimír Godár、Peter Breiner、彼得·马哈伊迪克以及Iris Szeghy。歌剧女高音卢西亚·波普出生在布拉迪斯拉发的村庄Záhorská Ves中。

## 音乐团体以及音乐节
斯洛伐克著名当代乐团有：斯洛伐克爱乐乐团、科希策国家爱乐乐团、斯洛伐克广播交响乐团以及斯洛伐克室内乐团（同时也被称为Warchalovci，以其创始人Bohdan Warchal命名）。在斯洛伐克的布拉迪斯拉发、科希策以及班斯卡-比斯特里察有歌剧公司成立。斯洛伐克的音乐节包括一年一度的布拉迪斯拉发音乐节（Bratislavské hudobné slávnosti）、莱沃恰印度夏日音乐节（Levočské babie leto）、皮耶什佳尼音乐节（Piešťanský festival，其历史可追溯至1955年，为最悠久的音乐节之一），Konvergencie室内乐音乐节（由大提琴演奏家Jozef Lupták创办于1999年）以及鲁容贝罗克芙拉音乐节（Hudba u Fullu，由作曲家彼得·马哈伊迪克创办于2009年）等等。

## 更多
- 斯洛伐克作曲家列表
- 斯洛伐克民间音乐
- 斯洛伐克流行音乐
- 历史上最伟大的100张斯洛伐克唱片

## 注解
1. ↑  Elschek 2003，第45–9頁
2. ↑  Elschek 2003，第482–4頁
3. ↑  Elschek 2003，第56–61頁
4. ↑  OMOL, Slovakia